# Нойхаус, Свен
Свен Нойхаус (нем. Sven Neuhaus, родился 4 апреля 1978 в Эссене) — немецкий футболист, вратарь.

## Карьера
Начинал карьеру в эссенских клубах «Боруссия-Бифанг» и «Шварц-Вайс». В 1994 году прошёл в академию «Фортуны» из Дюссельдорфа, где обучался до 2001 года (выступал за основную команду с 1999). В 2001 году перешёл в «Гройтер Фюрт», за пять лет сыграл 56 матчей и был единственным вратарём клуба в сезоне 2003/04. 2006 год начал в «Аугсбурге», где всего провёл 81 матч, лишь в некоторых матчах уступая место в воротах Симону Йенцшу. После сезона 2008/09 подписал двухлетний контракт с клубом «РБ Лейпциг» из Оберлиги. 30 июня 2011 покинул клуб, 25 августа 2011 заключил контракт с «Гамбургом» до 30 июня 2012.
В конце сезона 2013/14 Нойхаус завершил карьеру футболиста.